# Shigeo Arai
Shigeo Arai (Japó, 8 d'agost de 1916-Birmània, 19 de juliol de 1944) va ser un nedador japonès especialitzat en proves d'estil lliure, on va aconseguir ser campió olímpic el 1936 en els 4x200 metres.
Va morir quan servia a l'exèrcit japonès durant la Segona Guerra Mundial a Birmània.

## Carrera esportiva
Als Jocs Olímpics de Berlín 1936 va guanyar la medalla d'or en els relleus de 4x200 metres estil lliure, per davant dels Estats Units i Hongria, i el bronze en els 100 metres estil lliure, després del nedador hongarès Ferenc Csik i el seu paisà japonès Masanori Yusa.